# Црква Светог Саве у Клинцима
Црква Светог Саве у Клинцима је српски православни храм из 1800. године и припада Митрополији црногорско-приморској.
То је једна од пет православних црквава у Клинцима и посвећена је Светом Сави српском. Она је најмања од тих пет црквава и изграђена је за само једну ноћ. Остале четири су посвећене Светом архангелу Михаилу, Светом Пантелејмону, Светом Трифуну и Преподобном Харитону. По пароху луштичком Николи Урдешићу, и црква Светог Харитона спада у Забрђе, а не у село Клинци, па у том случају Клинци имају четири цркве (туристичка мапа 89 цркава у општини Херцег Нови, цркву Св. Харитона смјешта у Клинце). Назив мјеста Клинци је у вези са презименом Клинчићи из 14. вијека, из доба краља Твртка. Храм је грађен од камена.
Када су крајем 18. вијека домаћини из Клинаца изразили жељу да саграде храм посвећен архиепископу и првојерарху српском Сави Немањићу, Аустроугари, који су тада владали Боком, строго су забранили градњу. Мјештани су онда прибјегли лукавству, те су одлучили да храм изграде током ноћи, у којој се дочекивала нова 1800. година по грегоријанском календару. Храм је због тога сасвим мали, али је и најстарији посвећен светом Сави у Боки.